# Сант-Иренео-а-Ченточелле (титулярная церковь)
Титулярная церковь Сант-Иренео-а-Ченточелле (лат. Titulus Sancti Irenæi ad Centumcellas) — титулярная церковь была создана Папой Франциском 14 февраля 2015 года. Титул принадлежит церкви Сант-Иренео-а-Ченточелле, расположенной в квартале Рима Пренестино-Ченточелле, на виа деи Кастане.

## Список кардиналов-священников титулярной церкви Сант-Иренео-а-Ченточелле
- Чарльз Маунг Бо, S.D.B. — (14 февраля 2015 — по настоящее время).